# Hate Procession
Hate Procession è il secondo album in studio del gruppo musicale Bloodline, pubblicato nel 2009 dalla Blut & Eisen Productions.

## Tracce
1. "Intro: Berzloj" - 1:35
2. "The Great Becoming" - 13:44
3. "Order of the Parasite" - 11:08
4. "The Stampede" - 2:29
5. "Jerusalem Addio" - 8:45
6. "Day of the Vulture" - 7:55
7. "Total Peace" - 2:55

## Formazione
- Wrathyr - voce
- Wredhe - voce, chitarra
- Dödskommendanten - voce, elettronica
- Sasrof- chitarra
- Nigris - basso